# Polski Operator Telewizyjny
Polski Operator Telewizyjny (POT) – spółka założona przez TVN i Telewizję Polsat w 2005 roku, której zadaniem było uruchomienie i eksploatacja sieci nadawczej cyfrowej telewizji naziemnej. Prezesem spółki został Wiesław Walendziak. Powołanie POT miało związek z zachodzącymi w Polsce zmianami sposobu nadawania sygnału telewizyjnego - przechodzeniem z techniki analogowej na cyfrową. Do 30 czerwca 2009 r. spółka zajmowała się testową emisją DVB-T kanałów: Polsat, TVN, TVN Warszawa, TV4 oraz Polsat Sport HD (w różnych konfiguracjach) w Warszawie (format MPEG-2, później MPEG-4) i TVN, Polsat i TV4 w Poznaniu (format MPEG-2).

## Kontrowersje
W połowie czerwca 2008 roku przedstawiciele spółki spotkali się z szefową Urzędu Komunikacji Elektronicznej i zaoferowali, że wyłożą ok. 2 mld złotych na dofinansowanie zakupu dla telewidzów dekoderów potrzebnych do odbioru telewizji cyfrowej. Według Wprost postawili dwa warunki - Urząd zamknie do 2012 roku polski rynek telewizyjny przed nowymi graczami oraz dwie pierwsze platformy cyfrowe będą obsługiwane przez POT. Gdyby wówczas przystano na warunki, oznaczałoby to powstanie w Polsce telewizyjnego oligopolu. 